# Marie-Thérèse De Clerck
Marie-Thérèse De Clerck (Wielsbeke, 9 september 1925 - Moorslede, 17 april 2018) was een Belgisch onderneemster. Ze stond aan het hoofd van mediabedrijf Roularta na het overlijden van haar man, Willy De Nolf, in 1981.

## Biografie
Marie-Thérèse De Clerck was de dochter van een vlasboer uit Wielsbeke. Ze was een zus van Roger De Clerck, die het internationale textielbedrijf Beaulieu oprichtte. Haar twee andere broers werden priester. Ze was een nicht van minister Albert De Clerck, die de vader van politicus Stefaan De Clerck was.
Ze was gehuwd met Willy De Nolf (1917-1981) en had twee kinderen: Rik en Caroline.
In 1954 richtte ze samen met haar man de uitgeverij Roularta op, dat in de decennia erna tot een groot mediabedrijf uitgroeide. Onder meer het weekblad Knack maakte van Roularta een belangrijke speler in het Vlaamse medialandschap.
Marie-Thérèse De Clerck overleed op 17 april 2018 op 93-jarige leeftijd.